# Гуйванюк Ніна Василівна
Гуйванюк Ніна Василівна (18 листопада 1949, с. Волиця Славутського району Хмельницької області — 24 вересня 2013, м. Чернівці) — український мовознавець, доктор філологічних наук з 1994, професор з 1995, відмінник освіти України (1995), заслужений працівник освіти України (2009).

## Біографія
Народилася на Волині, в селі Волиця Славутського району Хмельницької області 18 листопада 1949 р. в сім'ї робітника Царука Василя, який працював бондарем на Славутському лісохімзаводі, мама Ольга Царук — в колгоспі в с. Волиця. Усього в сім'ї Царуків було четверо дітей: сестра Валентина і двоє братів — Микола та Олександр. Усі діти здобули вищу освіту.
Ніна Гуйванюк закінчила Славутську середню школу № 1, одержавши атестат зі срібною медаллю. Пішла працювати на лісохімзавод, згодом в редакцію районної газети «Трудівник Полісся». У вересні 1967 р. стала студенткою філологічного факультету Чернівецького університету. Навчалася на «відмінно», писала вірші, які друкувалися в обласній пресі та університетській газеті, брала участь у роботі студентського драматичного гуртка, виступала на засіданнях літстудії імені Степана Будного. З літстудійцями їздили в села та містечка Буковини на літературні вечори. Закінчила університет в 1972 р., отримавши диплом з відзнакою. І хоч закінчувала університет з двомісячною Оксаночкою на руках, у вересні того ж 1972 р. вступила в заочну аспірантуру при кафедрі української мови. Науковим керівником Ніни Гуйванюк був професор Іларіон Іларіонович Слинько, який тоді завідував кафедрою.
З червня 1973 р. почала працювати лаборантом, пізніше — старшим лаборантом кафедри української мови. З травня 1977 р. — на посаді викладача. У лютому 1978 р. захистила кандидатську дисертацію «Засоби вираження присвійності в українській мові». У 1982 р. стала доцентом. У співавторстві з доцентом Марією Кобилянською опублікувала три наукових посібники з грифом Міністерства освіти для студентів вищих навчальних закладів: «Сучасна українська мова: Синтаксис. Збірник вправ. — К.: Вища школа, 1981»; «Сучасна українська літературна мова: Синтаксис. Лабораторний практикум. — К.: Вища школа, 1989»; «Сучасна українська мова: Синтаксис. Збірник вправ. — К.: Вища школа, 1992».
З 1989 р. по 1991 р. перебувала в докторантурі відділу граматики Інституту мовознавства ім. О. О. Потебні АН України. Науковим консультантом докторської дисертації був академік Русанівський В. М. У лютому 1994 року успішно захистила докторську дисертацію на тему «Формально-семантичні співвідношення в системі синтаксичних одиниць». У 1996 р. отримала вчене звання професора. З 1 лютого 1994 р. завідує кафедрою сучасної української мови. У 1994 р. у видавництві «Вища школа» в Києві побачила світ фундаментальна колективна праця, написана у співавторстві з професором Іларіоном Іларіоновичем Слиньком та доцентом Марією Филимонівною Кобилянською, — «Синтаксис сучасної української літературної мови: Проблемні питання», яка здобула визнання в Україні.
Вона автор близько 200 наукових праць з проблем синтаксису, серед яких: «Засоби вираження присвійності в українській мові» (1975), «Співвідношення об'єктивної та суб'єктивної модальності в реченні» (1997), «Питальні речення в сучасній українській мові» (2000, у співавт.), «Антропоцентричний підхід до вивчення мовних явищ» (2001, у співавт.) та монографія «Формально-семантичні співвідношення в системі синтаксичних одиниць» (1999). Н. В. Гуйванюк автор понад 10 підручників та посібників з грифом Міністерства освіти і науки для студентів філологічного факультету, підручників для шкіл: «Українська мова. 8-9 кл. шкіл з румунською мовою навчання» (1998), «Українська мова. 8-9 кл. шкіл з угорською мовою навчання» (1999), «Українська мова. 8-9 кл. шкіл з польською мовою навчання» (2000), «Українська література. 5 клас шкіл України з мовами національних меншин» (2005, у співавт.). Н. В. Гуйванюк активно виступала на міжнародних наукових конференціях, вона — науковий керівник кількох держбюджетних тем, зокрема: «Мовно-літератрний процес на Буковині в загальноукраїнському та європейському контекстах», «Функціонування сучасної української мови на тлі взаємодії локальних чинників та загальноєвропейських тенденцій». За її активного сприяння підготовлено до друку «Словник буковинських говірок» (2005). З 1996 р. під науковим керівництвом Ніни Василівни захищено кандидатські дисертації (В. Д. Шинкарук, Л. В. Бережан, О. В. Кульбабська, Л. С. Рабанюк, А. М. Агафонова, Т. М. Романюк, С. Т. Шабат, В. А. Чолкан, О. М. Мельничук, О. В. Максим'юк, Ю. М. Пацаранюк) та докторські (Руснак Н. О.)
З 1996 р. по 2005 р. Ніна Василівна Гуйванюк — член двох спеціалізованих рад із захисту кандидатських дисертацій (у Тернопільському та Прикарпатському університетах). Професор Ніна Василівна Гуйванюк — голова спеціалізованої ради з правом прийняття до розгляду та проведення захисту дисертацій на здобуття наукового ступеня кандидата філологічних наук зі спеціальності 10.02.01 — українська мова, створеної ВАК України у Чернівецькому університеті.
За її активного сприяння в Чернівецькому національному університеті було проведено ряд наукових конференцій (спільно з Інститутом української мови НАН України та Інститутом мовознавства імені О. О. Потебні) — у жовтні 1997 р. всеукраїнську наукову конференцію «Актуальні проблеми синтаксису», у жовтні 2000 р. — «Розвиток української філології на Буковині в загальноєвропейських культурно-наукових зв'язках XIX—XX ст.» та ін.
З 1996 р. по 2004 р. проф. Гуйванюк Н. В. була науковим редактором видання «Науковий вісник Чернівецького університету: Слов'янська філологія», з 2004 р. вона заступник головного редактора. Н. В. Гуйванюк член редколегії журналу «Українська мова» (Інститут української мови НАН України, м. Київ), «Українське літературознавство» (Київський національний університет імені Т.Шевченка), «Українська мова й література в середніх школах, гімназіях, ліцеях та колегіумах» (Міністерство освіти і науки України), «Українознавство» (Прикарпатський університет, м. Івано-Франківськ), «Веснік Брэсцкага універсітэта» (Білорусь, Берестя) та ін.

За дорученням Міністерства освіти і науки брала участь у роботі експертних комісій з акредитації вищих навчальних закладів. Вона — член Правописної комісії при Міністерстві освіти і науки України.
Н. В. Гуйванюк проводила активну громадську роботу. Зокрема, на чернівецькому телебаченні вона з 2000 року вела науково-популярну авторську передачу «Рідна мова», виступала з лекціями перед учителями області.
Н. В. Гуйванюк — відмінник освіти України. Коло її наукових зацікавлень — актуальні проблеми синтаксису, синтаксичної номінації, мовленнєвої діяльності. Вона високопрофесійно читає студентам лекції з таких курсів, як: «Сучасна українська мова», «Основи мовленнєвої діяльності», «Основи наукових досліджень», «Досягнення і проблем сучасного мовознавства» (для магістрів); спецкурси «Основи синтаксичної номінації», «Граматичні синоніми та їх вивчення у шкільному курсі мови» та ін.

## Наукова діяльність
Праці з теорії синтаксису:
- «Засоби вираження присвійності в українській мові» (1975),
- «Співвідношення об'єктивної та суб'єктивної модальності в реченні» (1997, у співавторстві),
- «Формально-семантичні співвідношення в системі синтаксичних одиниць» (1999),
- «Питальні речення в сучасній українській мові» (2000, у співавт.),
- «Антропоцентричний підхід до вивчення мовних явищ» (2001, у співавт.).

Автор підручника «Українська мова» (1998, для 8—9 класів шкіл з румунською мовою навчання).
Співавтор підручників та навчальних посібників для шкіл і вищих навчальних закладів:
- «Сучасна українська мова. Синтаксис. Лабораторний практикум» (1989),
- «Сучасна українська літературна мова: Синтаксис. Збірник вправ» (1992),
- «Синтаксис української мови: Проблемні питання» (1994),
- «Українська мова» (1999, для 8—9 кл. шкіл з угорською мовою навчання),
- «Українська мова» (2000, для 8—9 кл. шкіл з польською мовою навчання).